# 徳島県立総合看護学校
徳島県立総合看護学校（とくしまけんりつ そうごうかんごがっこう、英称：Tokushima Prefectural School of Nursing）は、徳島県徳島市鮎喰町にある公立の専修学校である。
2011年（平成23年）4月1日に徳島県立看護専門学校と徳島県立看護学院が統合し設立された。

## 学科
- 第一看護学科
- 第二看護学科
- 准看護学科

## 沿革
- 2011年（平成23年）4月1日 - 徳島県立看護専門学校と徳島県立看護学院が統合し設立[1][2]。

## 校歌
奇跡－徳島県立総合看護学校校歌－
- 作詞：山本光春
- 作曲：住友紀人[3]

## アクセス
- 徳島バス・徳島市営バス「鮎喰1丁目」または「上鮎喰下車」より徒歩約2分。
- JR「鮎喰駅」下車より徒歩約15分。